# Johann Rint

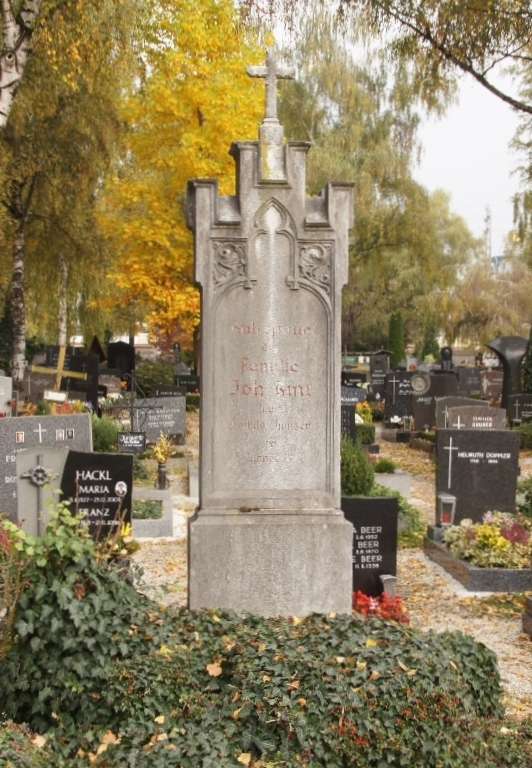
Familiengrab, St. Barbara-Friedhof, Linz

Johann Rint (* 2. Januar 1814 in Kukus, Bezirk Trautenau; † 5. Januar 1900 in Linz) war ein böhmisch-österreichischer Bildhauer und Holzschnitzer.

## Leben und Wirken
Johann Rint erlernte während eines Klosteraufenthalts das Schnitzen von kleinen Krippenfiguren. Nachdem Baron Mecséry auf ihn aufmerksam geworden war und einen Becher mit Jagdmotiven bei ihm bestellte, folgten weitere Aufträge. Georg Johann Heinrich von Buquoy (1781–1851) beauftragte ihn mit Schnitzarbeiten für das Mobiliar und die Türen der südböhmischen Burg Rožmberk.
1848 übersiedelte Johann Rint nach Linz, wo er zahlreiche Bildnisse aus Holz schuf, u. a. die Darstellung „Einzug des Generals Radetzky nach Mailand“. Mit einem Stipendium wurde ihm ab 1850 ein Studium in München ermöglicht. Nach der Rückkehr nach Linz schuf er einen Altar für die Kirche in Budweis und die Innenausstattung für die Fürstengruft in Nezamislitz. Zusammen mit seinem Sohn Josef Rint restaurierte er ab 1852 unter Anleitung von Adalbert Stifter den Kefermarkter Flügelaltar. Nachdem er 1862–1864 einen Kaiserbecher für Kaiserin Elisabeth schuf, wurde er 1865 zum Hofschnitzer ernannt.

## Würdigung
Zur Erinnerung an das Wirken an Vater und Sohn Rint benannte die Stadt Linz 1954 die „Rintstraße“ im Ortsteil Kleinmünchen nach ihnen.

## Werke
- Sammlung Schloss Ambras:

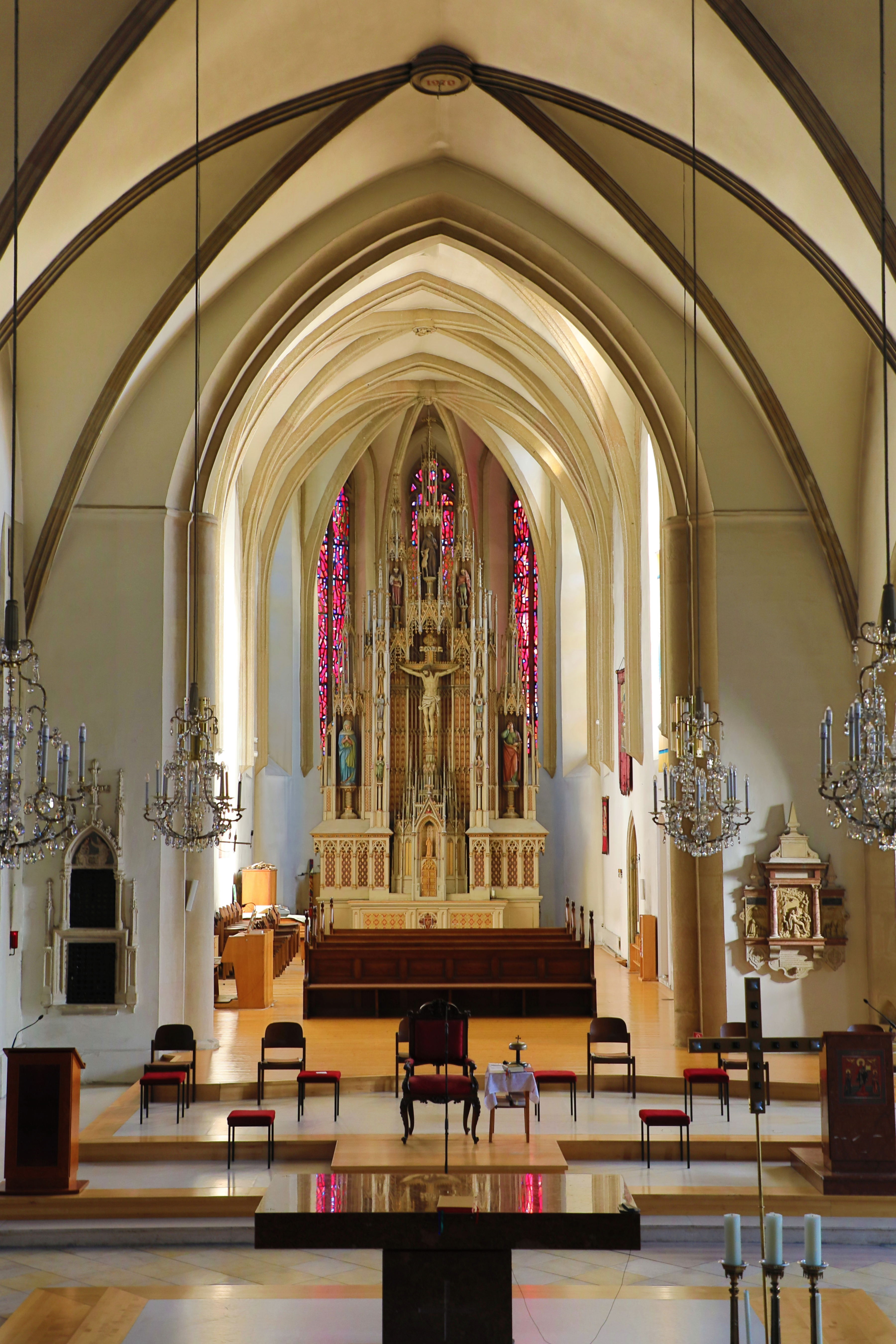
Neugotischer Hochaltar der Stadtpfarrkirche Korneuburg aus dem Jahr 1870

  - Einzug Radetzkys in Mailand (1849)
  - Pokal aus Buchsbaum
- Untermais, St.-Valentins-Kirche: Relief (1850)
- Stift Kremsmünster: Relief mit Szene aus dem Leben Tassilos
- Kefermarkt: Restaurierung des Kefermarkter Flügelaltars (1852–1855, zusammen mit seinem Sohn Josef Rint)
- Stift Sankt Florian:
  - 14 Kreuzwegreliefs (1861)
  - einige Kleinkunstwerke für die Antiquitätensammlung
- Oberösterreichische Landesmuseen:
  - Relief „Inneres der Münchner Bonifatiusbasilika“
  - Birnholzfelief des Linzer Bürgermeisters Viktor Drouot
- Budweis: Hauptaltar (zwischen 1874 und 1880) für die Kirche Mariä Opferung (Kostel Obětování Panny Marie) des ehemaligen Dominikanerklosters
- Nezamyslice: Innenausstattung der Lambergschen Fürstengruft
- Kaplitz: Hochaltar, Kanzel und Taufbecken